# پاورچیپ
پاورچیپ (انگلیسی: Powerchip) شرکت صنایع نیم‌رسانا تایوانی است، که در سال ۱۹۹۴ تأسیس شد.